# Thallarcha eremicola
Espèce
Thallarcha eremicola est une espèce de lépidoptères (papillons) de la famille des Erebidae et de la sous-famille des Arctiinae. Elle est endémique d'Australie.

## Publication originale
- (en) R. T. M. Pescott, « The Russell Grimwade Expedition to South and Western Australia, August–September, 1947. Lepidoptera », Memoirs of the National Museum of Victoria, Melbourne, Inconnu, vol. 17,‎ 1951, p. 27–28 (ISSN 0083-5986, DOI 10.24199/J.MMV.1951.17.04, lire en ligne).